# Le Discours
Pour les articles homonymes, voir Discours (homonymie).
Pour plus de détails, voir Fiche technique et Distribution.
Le Discours est un film français réalisé par Laurent Tirard et sorti en 2020. Il s'agit d'une adaptation du roman du même nom de Fabrice Caro paru en 2018.

## Synopsis
Avec Sonia, Adrien a enfin trouvé la femme de sa vie. Soudainement, un beau jour, elle lui annonce son besoin « d'une pause » dans leur relation, puis quitte le domicile. C'était il y a trente-huit jours. Depuis, Adrien ne tient plus : il lui a envoyé un SMS, a vu qu'elle l'avait lu, toujours pas de réponse. En plus, il est invité à dîner chez ses parents, avec sa sœur Sophie et avec son futur beau-frère Ludo. Ce dernier le sollicite pour faire un discours lors de leur mariage.
Ce soir, Adrien a beaucoup de mal à supporter les petits travers de sa famille, Ludo qui fait étalage de ses connaissances sous l’œil admiratif de sa sœur, son père qui ressasse sans arrêt les mêmes souvenirs. Sa mère ne l'écoute pas vraiment, sa sœur s'obstine depuis des années à lui offrir une encyclopédie à chacun de ses anniversaires et il n'a jamais jugé à propos de présenter aucune de ses petites amies à ses parents, Sonia pas plus que les autres.
Il se remémore les grandes étapes de sa relation avec Sonia, leur rencontre, leur premier rendez-vous, en se demandant à quel moment leur complicité a commencé à se détériorer et si Sonia ne l'aurait pas déjà remplacé par un certain Romain. Il imagine plusieurs scénarios pour le fameux discours, l'un brillant et entrecoupé de tours de prestidigitation qu'il se sait parfaitement incapable de faire, d'autres tous plus catastrophiques les uns que les autres.
Au dessert, arrive une surprise. Au lieu du traditionnel gâteau au yaourt de sa mère, il y a une tarte poire-chocolat confectionnée par sa sœur. Ludo lâche une petite critique que Sophie a du mal à encaisser et Adrien, qui a enfin reçu un message sur son téléphone portable, se montre dithyrambique sur la pâtisserie de sa sœur, pour rétablir l'ambiance. Il constate alors que le message vient bien de Sonia.
Le film se conclut par une ultime version du discours d'Adrien au mariage de Sophie et Ludo. Il taquine amicalement ses parents, sa sœur et son beau-frère, et jette un coup d’œil vers Sonia qui est présente parmi les convives de la noce. Elle lui répond affectueusement en esquissant un large sourire.

## Fiche technique
- Titre : Le Discours
- Réalisation :	Laurent Tirard
- Scénario : Laurent Tirard, d'après le roman éponyme de Fabrice Caro[1]
- Musique : Mathieu Lamboley
- Photographie : Emmanuel Soyer
- Décors : Arnaud Roth
- Costumes : Maïra Ramedhan Levi
- Montage : Valérie Deseine
- Société de production : Les Films sur mesure
- SOFICA : Cinécap 3, Cinémage 14, Cinéventure 5, LBPI 13
- Budget : 5,5 millions d'euros
- Pays d'origine :  France
- Langue originale : français
- Format : couleur
- Genre : comédie
- Durée : 87 minutes
- Dates de sortie :
  - France : 1er septembre 2020 (Festival du film francophone d'Angoulême)[2] ; 9 juin 2021 (sortie nationale)
  - Suisse romande : 9 juin 2021
  - Belgique : 23 juin 2021

## Distribution
- Benjamin Lavernhe : Adrien
- Sara Giraudeau : Sonia
- Kyan Khojandi : Ludo
- Julia Piaton : Sophie
- François Morel : le père d'Adrien
- Guilaine Londez : la mère d'Adrien
- Sébastien Chassagne : Sébastien
- Adeline d'Hermy : Solène
- Sébastien Pouderoux : Romain
- Sarah Suco : Karine
- Marilou Aussilloux : Isabelle
- Christophe Montenez : le chéri de Solène
- Laurent Bateau : le médecin
- Jean-Michel Lahmi : le prof de techno
- Niels Tolila : Justin
- Fabienne Galula : la mère de Justin

## Accueil

### Critiques
Sur le site Allociné, le film recueille une note moyenne de 3,3/5 (sur 30 critiques de presse).

### Box-office
| Pays ou région | Box-office      | Date d'arrêt du box-office | Nombre de semaines |
| -------------- | --------------- | -------------------------- | ------------------ |
| France         | 338 331 entrées | 17 août 2021               | 10                 |
| Total mondial  | 2 771 083 $     | -                          | -                  |

## Sélections
- Festival de Cannes 2020 (sélection officielle)[4]
- Festival de l'Alpe d'Huez 2021 (sélection officielle)[5]